# 얀덱스 편집기 지도

얀덱스 편집기 지도(영어: Yandex Map Editor, stylized Yandex Map Editor)는 얀덱스이 2010년 6월에 시작한 얀덱스 지도에서 제공하는 서비스의 범위를 더욱 확장할 수 있도록 디자인된 서비스이다. 대한민국을 포함한 몇몇 국가는 정부에 의해 지도 데이터 반출이 금지되어 있다. 그렇기에 빈 지도를 얀덱스 맵 메이커를 통해 채워나갈 수 있다. 이 프로젝트의 목표는 얀덱스 지도 서비스에 사용할 수 있을 정도의 충분한 고품질 지도 데이터를 얻는 것이다. 얀덱스 맵 메이커는 얀덱스 지도와는 분리된 서비스이며, 변경 사항은 얀덱스 관리자에게 충분한 검토를 받은 후 얀덱스 지도에 적용된다.

## 같이 보기
- Here Map Creator
- OpenStreetMap
- WikiMapia
- 얀덱스 지도